# Jožef Lapuh
Jožef Lapuh, slovenski rimskokatoliški duhovnik in redovnik, * 6. januar 1882, Brežice, † 19. januar 1939, Škofja Loka. 

## Življenje in delo
Rojen je bil v Brežicah, v kapucinski red pa je stopil decembra leta 1900. V duhovnika je bil posvečen leta 1905 v Trstu. Večino svojega duhovniškega življenja je preživel v Celju, bil je znan daleč na okrog kot dober redovnik, misijonar in organizator tretjega reda. Več let je bil tudi samostanski predstojnik. Nekaj let pred smrtjo je prišel v Škofjo Loko, kjer je deloval kot vikar.